# ورزشگاه کالینگا

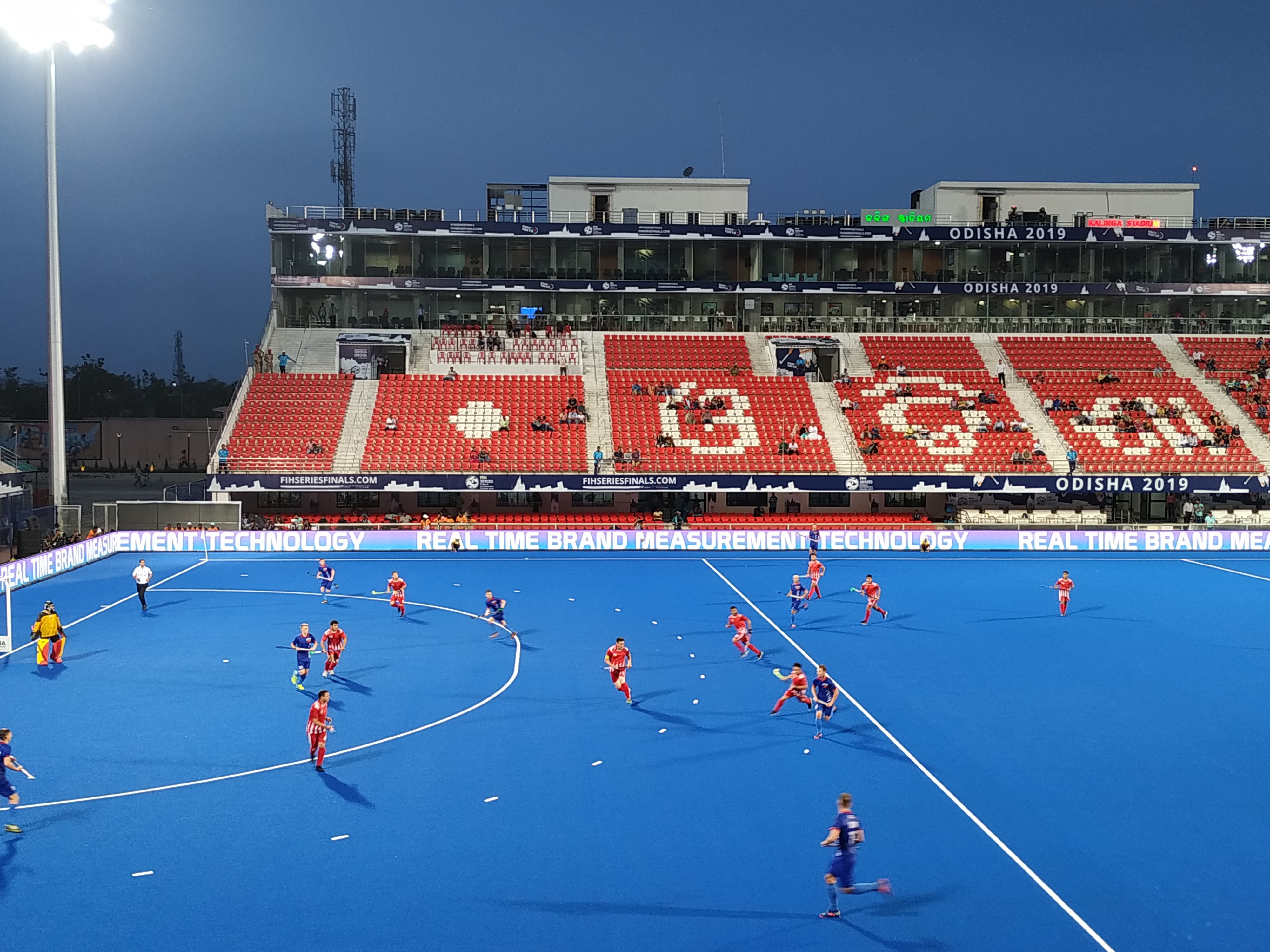
زمین بازی هاکی در ورزشگاه کالینگا

ورزشگاه چند منظوره کالینگا یک مجموعه ورزشی بین‌المللی چند منظوره در شهر بوبانشوار، ایالت اودیشا، در کشور هند است. سنگ بنای آن توسط وزیر ارشد سابق ایالت اودیشا، بیجو پاتنایک (Biju Patnaik) در سال ۱۹۷۸ میلادی گذاشته شد. از زمان آغاز به کار این مجموعه ورزشی در سال ۲۰۱۹ میلادی، بیشتر به عنوان زمین خانگی باشگاه Odisha FC که در مسابقات سوپر لیگ هند به رقابت می‌پردازد، شناخته می‌شود. از سال ۲۰۱۸ تا ۲۰۲۲ این زمین خانگی باشگاه ایندین آروز در آی-لیگ هند نیز بود. این مجموعه در قلب شهر بوبانشوار در نزدیکی منطقه نایاپالی واقع شده است. همچنین این مجموعه دارای امکاناتی برای ورزش‌های دو و میدانی، فوتبال، هاکی روی چمن، تنیس، تنیس روی میز، بسکتبال، والیبال، دیوار نوردی و شنا می‌باشد. از دیگر ویژگی‌های این مجموعه ورزشی می‌توان به پیست دو و میدانی مصنوعی با ۸ لاین، مراکز با عملکرد بالای پزشکی و آنالیزی و همچنین نخستین AstroTurf استاندارد المپیک آبی و صورتی آب-پایه هند اشاره کرد.

## تاریخ

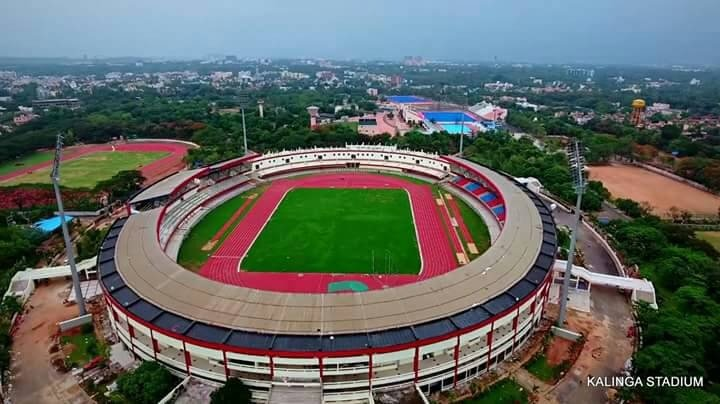
نمای هوایی از استادیوم در سال ۲۰۱۷

دولت محلی اودیشا به دلیل اجرای موفقیت‌آمیز «چالش ۹۰ روزه» برای میزبانی مسابقات قهرمانی دو و میدانی آسیا ۲۰۱۷، در حالی که محل قبلی منتخب برای میزبانی این مسابقات، رانچی ۳ ماه پیش از مسابقات از میزبانی آن کناره‌گیری کرد، به شهرت گسترده‌ای رسید. شهر بوبانسوار به دلیل میزبانی تعداد زیادی از مسابقات گوناگون ورزشی و همچنین میزبانی از طیف گسترده‌ای از رویدادهای ورزشی و پرورش استعدادهای آینده در هند، به عنوان «پایتخت ورزشی هند» نامیده می‌شود. بنابر یک نظرسنجی در سال ۲۰۲۱ میلادی، بوبانسوار در بین ۵ شهر برتر هند از نظر اکوسیستم ورزشی است از نظر و توانمندی برای میزبانی رویدادهای ورزشی بزرگ در رتبه سوم در این کشور قرار گرفت.

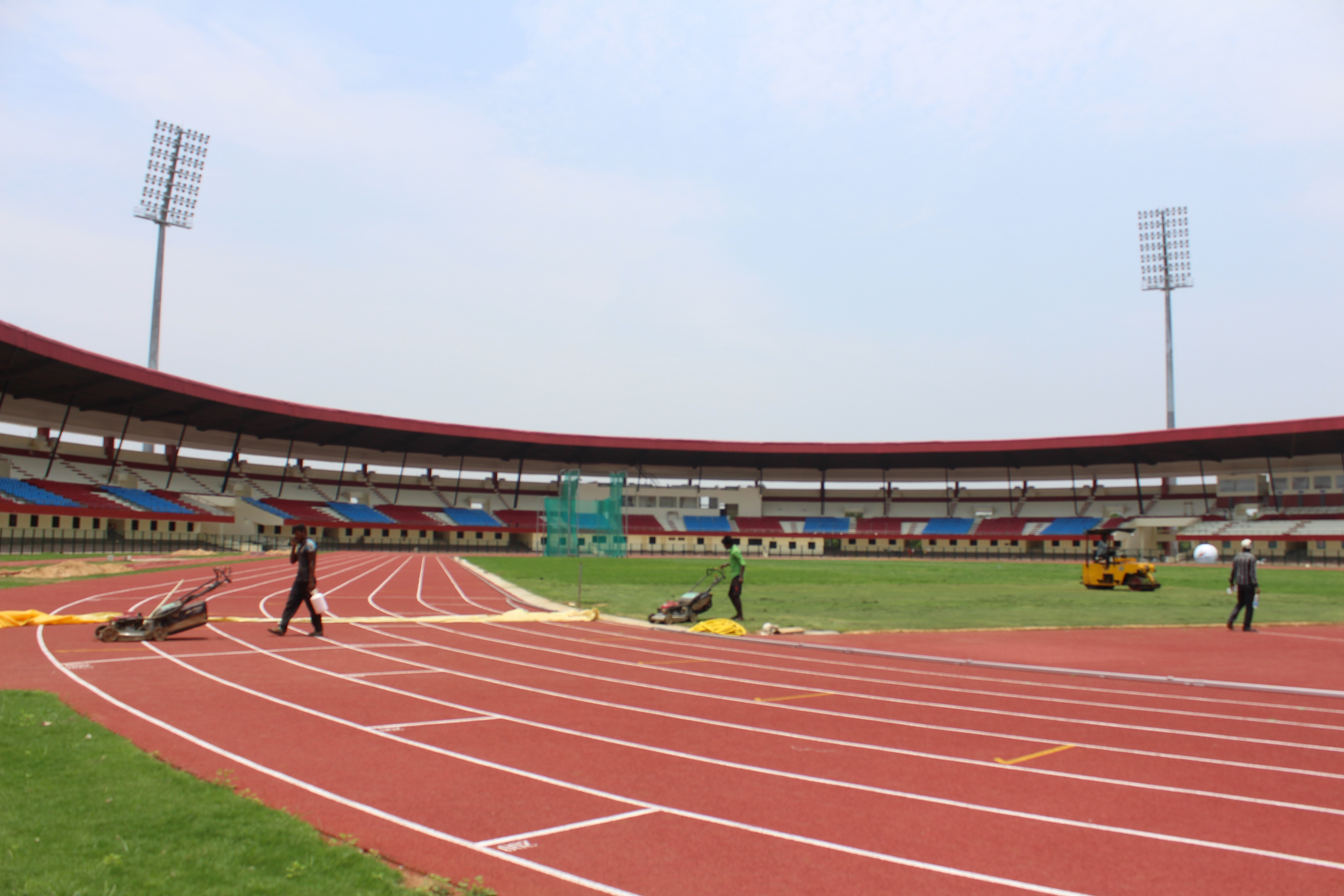
فضای داخلی ورزشگاه با پیست دویدن

از این ورزشگاه به عنوان میزبان جام جهانی فوتبال زنان زیر ۱۷ سال ۲۰۲۰ یاد شده بود. این مسابقات به دلایلی، به سال ۲۰۲۱ موکول شد اما به دلیل همه‌گیری کووید-۱۹ به‌طور کلی لغو و بعداً به جام جهانی فوتبال زنان زیر ۱۷ سال ۲۰۲۲ منتقل شد. همچنین در ابتدا از این مجموعه به عنوان محل برگزاری جام ملت‌های فوتسال آسیا ۲۰۲۲ بانوان در سال ۲۰۲۱ یاد شده بود که بعداً حذف شد.

## مناسبت‌ها

### بین‌المللی

#### ورزشکاری

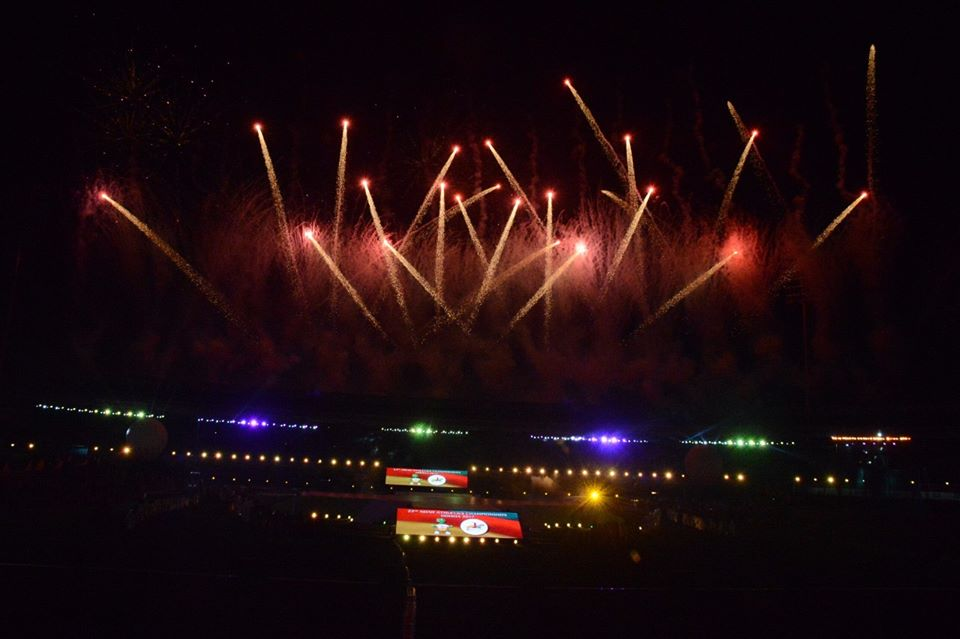
نمایش آتش بازی در مراسم افتتاحیه مسابقات دو و میدانی قهرمانی آسیا ۲۰۱۷.

| رویداد                           | سال  | تنظیم کننده              | تاریخ          |
| -------------------------------- | ---- | ------------------------ | -------------- |
| مسابقات دو و میدانی قهرمانی آسیا | ۲۰۱۷ | فدراسیون دو و میدانی هند | ۵–۹ ژوئیه ۲۰۱۷ |

#### فوتبال

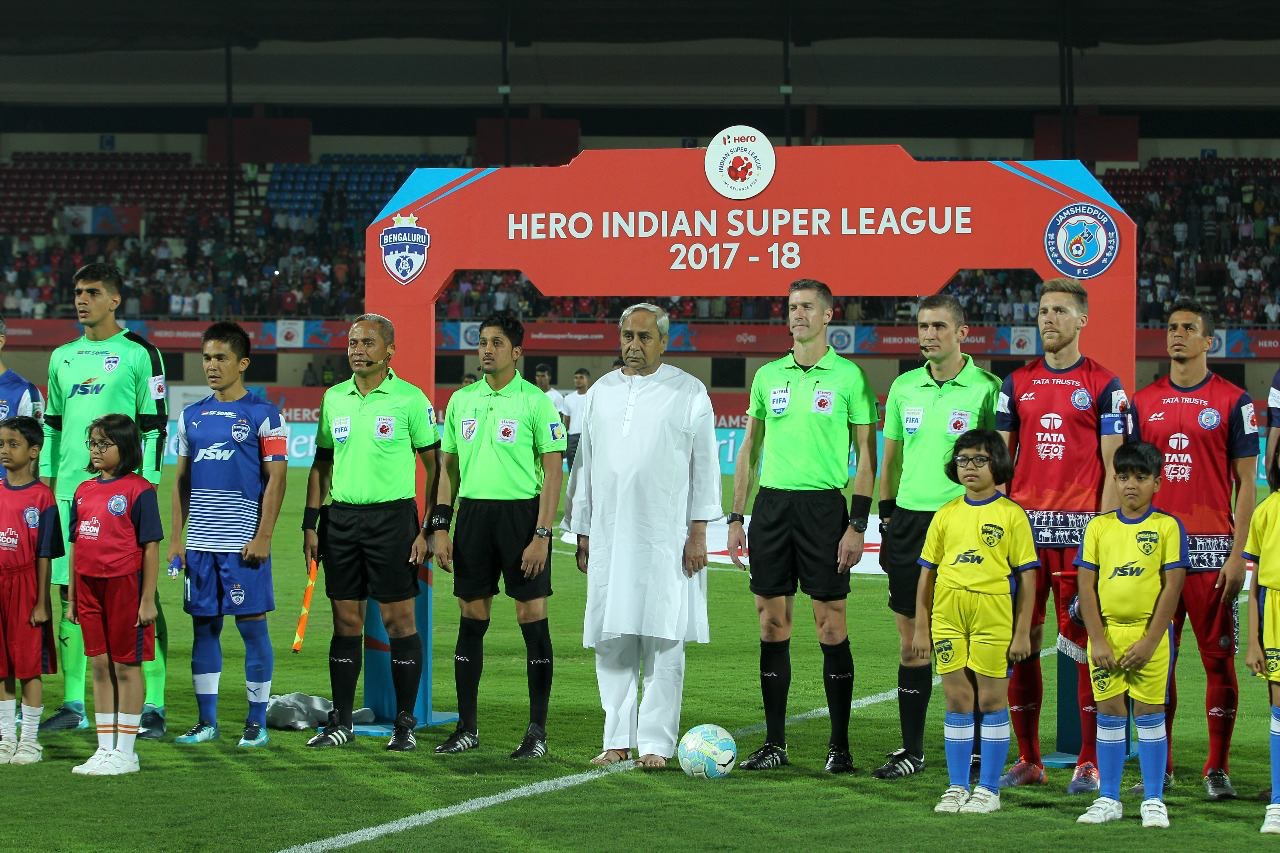
بازی ISL Jamshedpur FC - Bengaluru FC در استادیوم کالینگا

| رویداد                                                      | سال  | تنظیم کننده               | تاریخ                 |
| ----------------------------------------------------------- | ---- | ------------------------- | --------------------- |
| جام طلا                                                     | ۲۰۱۹ | تمام فدراسیون فوتبال هند  | ۹ تا ۱۵ فوریه ۲۰۱۹    |
| قهرمانی ساف زیر ۲۰ سال                                      | ۲۰۲۲ | فدراسیون فوتبال جنوب آسیا | ۲۵ ژوئیه - ۵ اوت ۲۰۲۲ |
| جام جهانی فوتبال زنان زیر ۱۷ سال                            | ۲۰۲۲ | فیفا                      | ۱۱–۳۰ اکتبر ۲۰۲۲      |
| جام بین قاره ای                                             | ۲۰۲۳ | تمام فدراسیون فوتبال هند  | ۹–۱۸ ژوئن ۲۰۲۳        |
| جام AFC                                                     | ۲۰۲۳ | کنفدراسیون فوتبال آسیا    | ۱۹ سپتامبر ۲۰۲۳       |
| مقدماتی جام ملت‌های آسیا ۲۰۲۷ / مقدماتی جام جهانی ۲۰۲۶ (AFC) | ۲۰۲۳ | کنفدراسیون فوتبال آسیا    | ۲۱ نوامبر ۲۰۲۳        |

#### هاکی

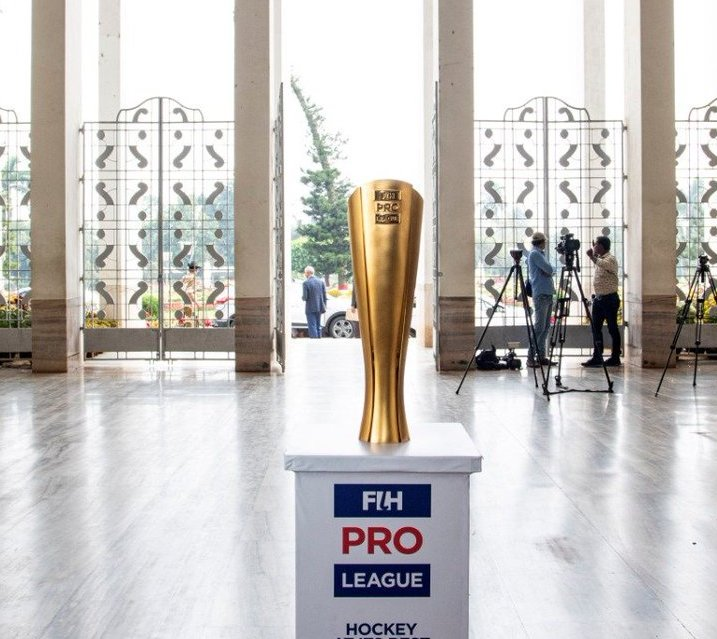
جام ۲۰۲۰ مردان FIH Pro League در Bhubaneswar قبل از مرحله دوم مسابقات تیم هند در لیگ حرفه ای در استادیوم Kalinga.

| رویداد                                | سال     | تنظیم کننده | تاریخ                          |
| ------------------------------------- | ------- | ----------- | ------------------------------ |
| جام قهرمانان هاکی                     | ۲۰۱۴    | هاکی هند    | ۶–۱۴ دسامبر ۲۰۱۴               |
| لیگ جهانی هاکی FIH مردان              | ۲۰۱۶–۱۷ | هاکی هند    | ۱ تا ۱۰ دسامبر ۲۰۱۷            |
| جام جهانی هاکی FIH مردان              | ۲۰۱۸    | هاکی هند    | ۲۸ نوامبر - ۱۶ دسامبر ۲۰۱۸     |
| فینال‌های سری هاکی FIH                 | ۲۰۱۸–۱۹ | هاکی هند    | ۶ تا ۱۶ ژوئن ۲۰۱۹              |
| مسابقات انتخابی المپیک FIH زنان ۲۰۱۹  | ۲۰۱۹    | هاکی هند    | ۱–۲ نوامبر ۲۰۱۹                |
| مسابقات انتخابی المپیک FIH مردان ۲۰۱۹ | ۲۰۱۹    | هاکی هند    | ۱–۲ نوامبر ۲۰۱۹                |
| لیگ حرفه ای FIH مردان                 | ۲۰۲۰–۲۱ | هاکی هند    | ۱۸ ژانویه - ۳۰ مه ۲۰۲۱         |
| جام جهانی هاکی جوانان FIH مردان       | ۲۰۲۱    | هاکی هند    | ۲۴ نوامبر - ۵ دسامبر ۲۰۲۱      |
| لیگ حرفه ای FIH مردان                 | ۲۰۲۱–۲۲ | هاکی هند    | ۲۶ فوریه - ۱۵ آوریل ۲۰۲۲       |
| لیگ حرفه ای FIH زنان                  | ۲۰۲۱–۲۲ | هاکی هند    | ۲۶ فوریه - ۹ آوریل ۲۰۲۲        |
| لیگ حرفه ای FIH مردان                 | ۲۰۲۲–۲۳ | هاکی هند    | ۲۸ اکتبر - ۶ نوامبر ۲۰۲۲       |
| جام جهانی هاکی FIH مردان              | ۲۰۲۳    | هاکی هند    | ۱۳–۲۹ ژانویه ۲۰۲۳              |
| لیگ حرفه ای FIH زنان ۲۰۲۳–۲۴          | ۲۰۲۴    | هاکی هند    | ۳–۱۶ فوریه ۲۰۲۴ (رویداد آینده) |
| لیگ حرفه ای FIH مردان ۲۰۲۳–۲۴         | ۲۰۲۴    | هاکی هند    | ۳–۱۶ فوریه ۲۰۲۴ (رویداد آینده) |

#### تنیس
| رویداد       | سال  | تنظیم کننده         | تاریخ                  |
| ------------ | ---- | ------------------- | ---------------------- |
| فیوچر F1 هند | ۲۰۱۸ | تمام انجمن تنیس هند | ۲۶ فوریه - ۴ مارس ۲۰۱۸ |

#### راگبی
| رویداد                     | سال  | تنظیم کننده          | تاریخ            |
| -------------------------- | ---- | -------------------- | ---------------- |
| راگبی دختر زیر ۱۸ سال آسیا | ۲۰۱۸ | راگبی آسیا راگبی هند | ۲۶–۲۸ اکتبر ۲۰۱۸ |

### ملی

#### رویدادهای چند ورزشی

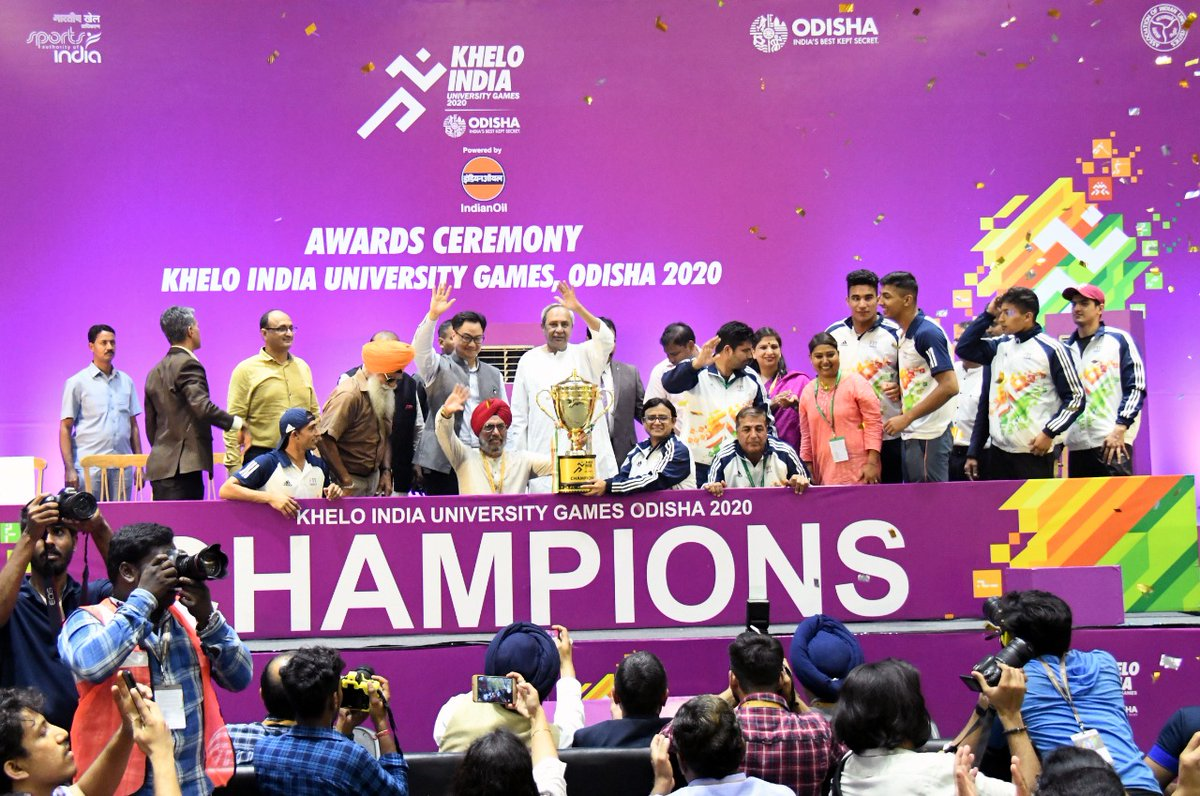
دانشگاه پنجاب، چندیگر، قهرمان دوره افتتاحیه بازی‌های دانشگاه خلو هند در سال ۲۰۲۰ شد.

| رویداد                  | سال  | تنظیم کننده                         | تاریخ                  |
| ----------------------- | ---- | ----------------------------------- | ---------------------- |
| بازی‌های دانشگاه خلو هند | ۲۰۲۰ | سازمان ورزش هند وزارت ورزش و جوانان | ۲۲ فوریه - ۱ مارس ۲۰۲۰ |

#### ورزشکاری
| رویداد                                | سال  | تنظیم کننده              | تاریخ              |
| ------------------------------------- | ---- | ------------------------ | ------------------ |
| مسابقات آزاد دو و میدانی قهرمانی کشور | ۲۰۱۸ | فدراسیون دو و میدانی هند | ۲۵–۲۸ سپتامبر ۲۰۱۸ |
| جایزه بزرگ هند ۳                      | ۲۰۲۲ | فدراسیون دو و میدانی هند | ۲۱ مه ۲۰۲۲         |
| جایزه بزرگ هند ۴                      | ۲۰۲۲ | فدراسیون دو و میدانی هند | ۲۴ مه ۲۰۲۲         |
| قهرمانی پارا دو و میدانی کشور         | ۲۰۲۲ | فدراسیون دو و میدانی هند | ۲۸–۳۱ مارس ۲۰۲۲    |

#### فوتبال
| رویداد       | سال            |
| ------------ | -------------- |
| سوپر جام هند | ۲۰۱۸ ۲۰۱۹ ۲۰۲۴ |

### لیگ‌ها

#### فوتبال
| رویداد         | سال             |
| -------------- | --------------- |
| آی لیگ         | ۲۰۱۸–۱۹         |
| سوپرلیگ هند    | ۲۰۱۷–۱۸ ۲۰۱۹–۲۰ |
| لیگ بانوان هند | ۲۰۲۱–۲۲         |

#### هاکی
| رویداد       | سال                 | تنظیم کننده |
| ------------ | ------------------- | ----------- |
| لیگ هاکی هند | ۲۰۱۴ ۲۰۱۵ ۲۰۱۶ ۲۰۱۷ | هاکی هند    |

#### تنیس
| رویداد               | سال            | تنظیم کننده       |
| -------------------- | -------------- | ----------------- |
| لیگ برتر تنیس اودیشا | ۲۰۱۷ ۲۰۱۸ ۲۰۱۹ | انجمن تنیس اودیشا |

## مراکز با کارایی بالا
- عملکرد هدف گذاری آبیناو بیندرا (ABTP)[۱۶]
- آکادمی بدمینتون Dalmia Bharat Gopichand[۱۷]
- JSW Swimming HPC
- مرکز عالی دولتی خلو هند (KISCE) برای دو و میدانی، هاکی و وزنه‌برداری
- KJS Ahluwalia و Tenvic Sports HPC برای وزنه‌برداری[۱۸]
- مرکز عملکرد عالی هاکی ناوال تاتا اودیشا (ONTHHPC)
- Odisha Aditya Birla و Gagan Narang تیراندازی HPC
- Reliance Foundation Odisha Athletic HPC
- آکادمی بدمینتون منطقه ای SAI[۱۹]
- آکادمی بدمینتون اودان[۲۰]
- مرکز عملکرد عالی AIFF[۲۱]
- AIFF - مرکز عملکرد عالی فیفا[۲۲]
- مرکز عملکرد عالی ژیمناستیک AM / NS[۲۳]
- AM / مرکز عملکرد عالی NS Kho Kho[۲۴]
- تاتا استیل تیراندازی با کمان و صعودهای ورزشی HPC[۲۵]

## سایر مستاجران

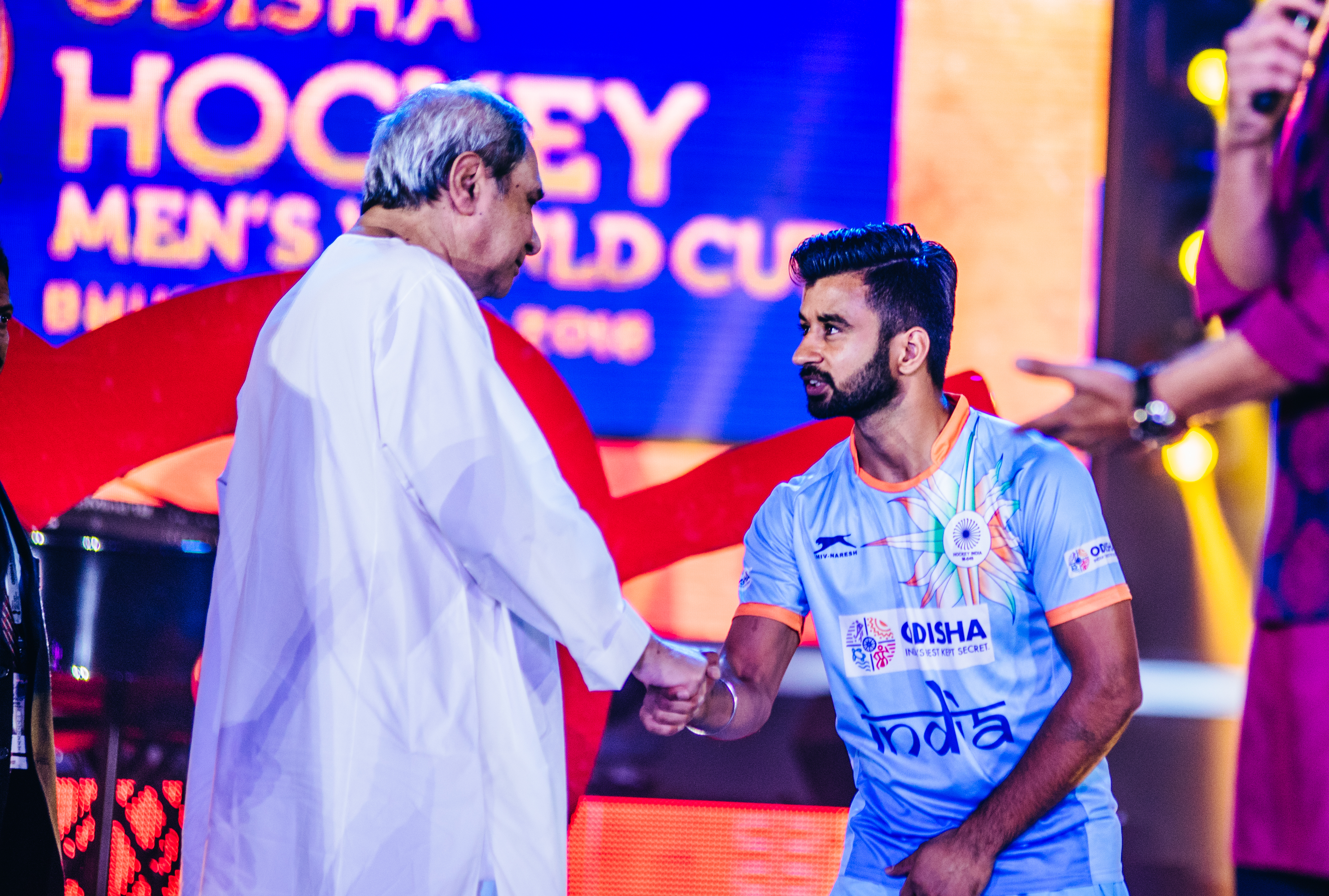
ناوین پاتنیک، وزیر ارشد اودیشا به همراه کاپیتان هندی مانپریت سینگ در مراسم افتتاحیه جام جهانی هاکی مردان ۲۰۱۸.

### هاکی
| تیم          | مسابقات      | لیگ          |
| ------------ | ------------ | ------------ |
| لنسر کالینگا | هاکی روی چمن | لیگ هاکی هند |

### تنیس
| تیم                  | ورزش | مسابقات                 |
| -------------------- | ---- | ----------------------- |
| باشگاه تنیس آس (ATC) | تنیس | مسابقات تنیس آزاد Utkal |